# リストの半音階
リストの半音階（リストのはんおんかい）は、フランツ・リストが編み出した鍵盤楽器の、特にピアノによる半音階の演奏技法である。

## 概説
リストが編み出したとされる半音階奏法で、片手で弾くのではなく、半音階を両手で交互に打鍵するというもので、通常の奏法とは異なる力強い演奏効果が得られる。
音階上の隣接する音が連続することを順次進行と呼ぶ。この順次進行が一定以上連続し、音階（スケール）を奏でる場合、鍵盤楽器では通常は片手のみで指を入替えながら演奏する。また、その順次進行がオクターブ以上にわたる場合には複数の順次進行を経て腕を交換していくことになる。指のアタックが強弱に繋がるピアノの奏法においては、特にアクセントやレガートといった作曲者ないし奏者が意図する表現を行うときは譜面上に指番号を添えるなどして運指を指定することもあるが、更にそれらの音を連続して強く弾くことを目的とするのであれば、こうした通常の奏法では必ずしも意図する音にはならない。
こうした点を解消すべく、「リストの半音階」は、レガート且つアクセントないしスフォルツァンドを以って音階を奏でる方法として編み出された。

## 応用
この奏法は、事実上、右手と左手の指が交互に音を奏でることになる。このように互いに音が入り込む構造を現代音楽では石組に見立ててインターロックと呼ぶ。順次進行ではなく、音同士が隣接せず解離した進行を跳躍進行と呼ぶが、この「リストの半音階」に見られるインターロックの奏法を跳躍進行に取り入れたのがエリック・サティの『ヴェクサシオン』である。リストはこの技術を駆使した半音階的大ギャロップを作っている。これについては、ジョルジュ・シフラの演奏が知られている。